# Borgogna (colore)
Borgogna è una tonalità di rosso con sfumature di porpora che prende il proprio nome dal vino di Borgogna, una regione della Francia. Il colore Borgogna è simile ad altre tonalità di rosso scuro, come il bordeaux. È spesso chiamato vino rosso o semplicemente vino.
Il primo uso che si ricordi sia stato fatto di "borgogna" come nome di un colore è stato in Inghilterra nel 1915.

## Borgogna
A destra è mostrato il colore borgogna. Si tratta di un colore molto popolare nella moda sia maschile che femminile, oltre che per l'arredamento e la tappezzeria.

## Borgogna vivo
Nei cosmetici è una tonalità più brillante e viva del borgogna chiamato borgogna vivo ed è anche usato nella tintura dei capelli.

## Borgogna nella cultura
Letteratura
- Borgogna è il colore della terza edizione del Diritto delle società. Manuale breve.

Sport
- Gli atleti venezuelani tradizionalmente indossano uniformi color borgogna, che ha contribuito a dare loro il soprannome "Vino rosso".
- Borgogna, insieme al color oro, è uno dei colori dei Washington Redskins.

Viaggi
- Il passaporto europeo ha la copertina in borgogna.
- È uno dei colori della bandiera del Qatar.